# Bella Thorne

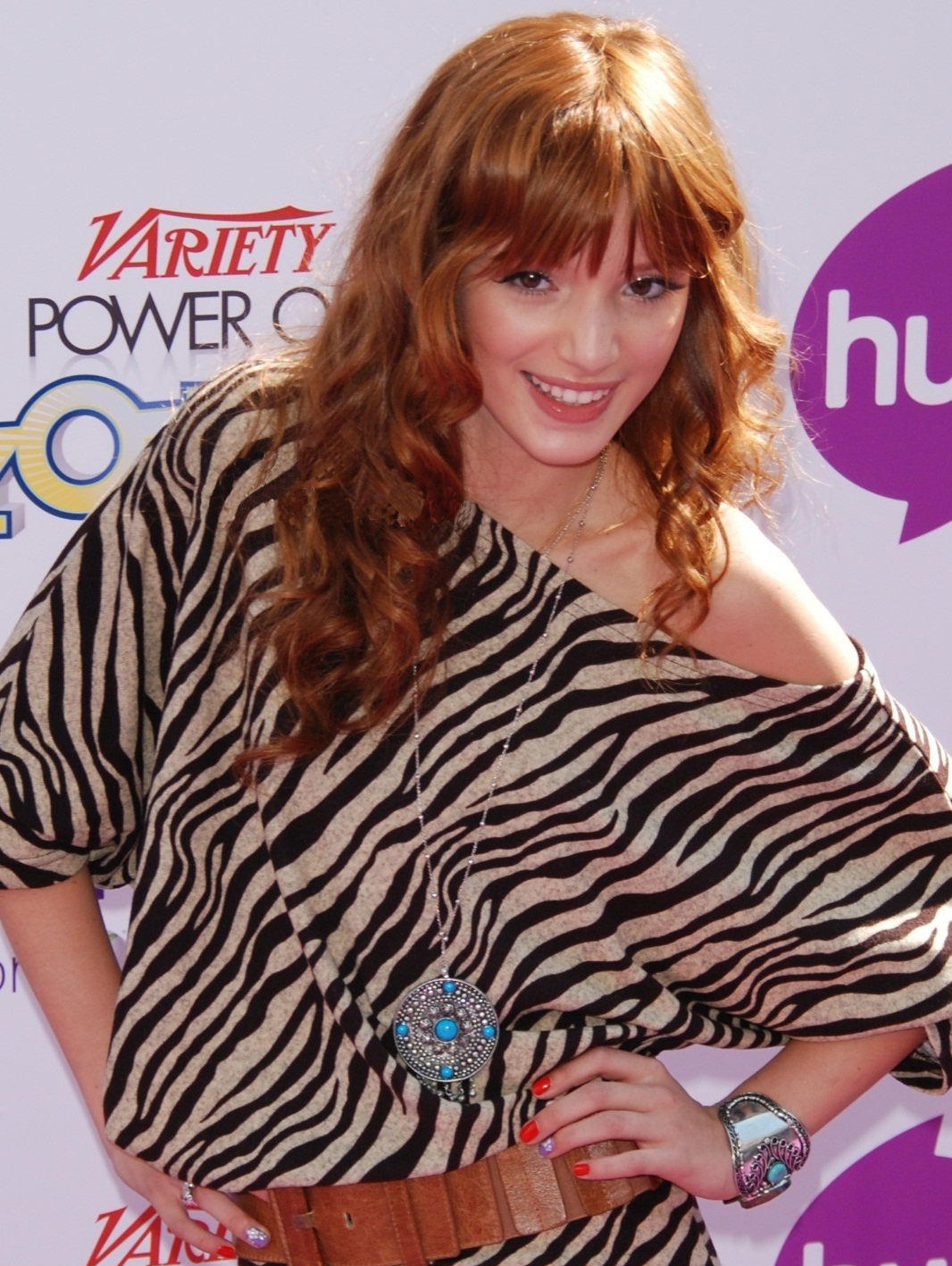
Bella Thorne în 2010

Annabella Avery Thorne (n. 8 octombrie 1997, Pembroke Pines⁠(d), Florida, SUA) este o actriță, model, cântăreață și regizoare americană. La frageda vârstă de șase ani, Bella a pozat pentru primul ei pictorial pentru Parents Magazine. Ea a continuat să fie căutată de reviste naționale și internaționale. A apărut în mai mult de 40 de reclame.

## Date personale
Bella s-a născut pe 8 octombrie 1997, în Pembroke Pines, Florida. Ea este cea mai mică dintre cei patru frați, ceilalți fiind Kaili, Dani și Remi, care sunt și ei actori și modele. Tatăl ei, Reinaldo, era de origine cubaneză și avea unii strămoși italieni și irlandezi. Bella Thorne este foarte cunoscută din serialul Shake it up („Totul pentru dans”). 
Înălțimea ei este de 1,62 m. Culoarea ochilor: căprui. Culoarea părului: roșcat. Zodia: Balanță.

## Cariera
Primul ei rol într-un film a fost în Stuck on You (2003). După aceea, Bella Thorne a apărut în numeroase filme și seriale TV, printre care Jimmy Kernel Live!, Entourage, OC(ca o versiune mai tânără a lui Taylor Townsend), al treilea episod și ultimul din October Road(ca Angela Ferilli) și cinci episoade din Sexy Money(ca Margaux Darling). În 2007,Thorne a apărut ca o fată tânără, afectată de viziuni supranaturale, în Seer.

## Filmografie
- Stuck on You (2003) - MC Sideline Fan
- Finishing the Game: The Search for a New Bruce Lee (2003) - Additional extra
- Blind Ambition (2007) - Annabella
- The Seer (2007) - Young Claire
- Craw Lake (2007) - Julia
- Water Pills (2009) - Psych Out Girl
- Forget Me Not (2009) - Young Angela
- One Wish (2010) - Messenger
- Raspberry Magic (2010) - Sarah Patterson
- Under the Influence (2010) - Danielle
- Corpse (2010) - Mallory
- Taxidermist (2011) - Skylar
- Buttermilk Sky (2011) - Jennie
- Blended (2014) - Hilary Friedman
- The Duff (2015) - Madison
- You get me (2017) - Holly Viola
- Midnight Sun (2018) - Katie Price
- Assasination nation (2018) - Reagan Hall
- Infamous (2020) - Arielle
- The Babysitter: Killer Queen (2020) - Allison
- Girl (2020) - Girl

## Seriale
- Jimmy Kimmel Live! (2006) - Jess
- Entourage (2006) - Kid
- The O.C. (2007) - Young Taylor Townsend
- Dirty Sexy Money (2008) - Margaux Darling
- October Road (2008) - Angela Ferilli
- My Own Worst Enemy (2008) - Ruthy Spivey
- In the Motherhood (2009) - Annie
- Mental (2009) - Emily
- Little Monk (2009) - Wendy
- Wizards of Waverly Place (2010) - Nancy Lukey
- Big Love (2010) - Tancy Henrickson
- Shake It Up (2010) -prezent CeCe Jones
- Disney Friends For Change Games (2011) - Ea însăși
- Famous in Love (2017) - Paige Townsen